# فويتشيك شتشيسني
فويتشيك توماس شتشيسني (مواليد 18 أبريل 1990) هو لاعب كرة قدم بولندي يلعب في مركز حراسة المرمى مع نادي برشلونة في الدوري الإسباني، وسبق وأن لعب لمنتخب بولندا وبعض الأندية مثل أرسنال وروما ويوفنتوس.

## مسيرته الكروية

### ليغيا وارسو
تدرب تشيزني في النادي كلاعب شاب؛ سرعان ما أعجب مدرب حراس مرمى للنادي، كرزيستوف دوهان، بالحارس الشاب، فقد سمح له بالمشاركة في معسكر تدريبي مع الفريق الأول لنادي ليغيا وارسو في سن 15، والتحق بهم بعد ذلك.

### أرسنال
في يناير 2006، انضم تشيزني إلى فريق الشباب ل‍نادي أرسنال، وتقدم إلى الفريق الاحتياطي للنادي خلال موسم 2008-09. في نوفمبر 2008 أُصيب تشيزني نتيجة لرفع وزن ثقيل وكسر ساعديه، مما تسبب في غيابه لمدة خمسة أشهر.
ظهر تشيزني على مقاعد البدلاء للفريق الأول لأول مرة خلال مباراة بالدوري الإنجليزي ضد نادي ستوك سيتي في 24 مايو 2009، بقي تشيزني على مقاعد البدلاء ولم يقم المدرب بجعله يلعب هذه المباراة حيث أنهى الفريق موسمه بالفوز 4-1 على ملعب الإمارات.
في بداية موسم 2009–10، تمت ترقية تشيزني إلى الفريق الأول ومُنح الرقم 53. في 22 سبتمبر 2009، ظهر لأول مرة مع فريقه في مباراة ببطولة الكأس الرابطة، حيث نجح تشيزني في الحفاظ على شباكه نظيفة في الفوز 2-0 على أرضه ضد نادي وست بروميتش ألبيون.
في ديسمبر 2009، صرح المدير أرسين فينغر أنه ومساعديه في تدريب نادي أرسنال لديهم آمال كبيرة في تشيزني، قائلاً: «لقد حددنا تشزيني انه سيكون حارس مرمى عظيم، وعظيم في المستقبل.» وأضاف بعد شهر: «أنا أؤمن به حقًا أنه سيكون يومًا ما رقم واحد في أرسنال. لديه كل الصفات التي تريدها من حارس المرمى.»

#### إعارة لبرينتفورد
| Wojciech Szczesny | منصة إكس |
| ‎@13Szczesny13     |          |

             يا لها من مزحة! تمت إقالة أندي سكوت؟! إنه مدرب رائع، وأخشى أن يدفع برينتفورد ثمن إقالته.
         

        3 فبراير 2011

| Wojciech Szczesny | منصة إكس |
| ‎@13Szczesny13     |          |

             فقط لتذكيركم ... كان برينتفورد يعاني في الدرجة الثالثة قبل تولى أندي سكوت مسئولية التدريب! إنه السبب الوحيد لظهور برينتفورد في الدرجة الثانية!
         

        3 فبراير 2011

في 20 نوفمبر 2009، انضم تشيزني إلى نادي بريتنفورد لمدة شهر على سبيل الإعارة.
في مباراة بالشوط الثاني تصدى تشيزني لركلة جزاء في مباراته الثانية، التي إنتهت بالخسارة 1-0 أمام نادي ويكمب وندررز. أكمل تشيزني مباراته الخامسة مع برينتفورد في 12 ديسمبر 2009، حيث تصدى عددًا كثيرًا من الكرات التي كانت محققة ليحافظ عفى نظافة شباكه أمام نادي ليدز يونايتد وحصل على جائزة رجل المباراة.
في 22 ديسمبر، وافق آرسنال على تمديد الإعارة لشهر أخر حتى 17 يناير 2010، ثم حتى 31 يناير. وأخيرا، تم تمديده حتى 31 مايو.
في أبريل 2010، قال المدير لنادي برينتفورد أندي سكوت، «تشير أداؤه إلى أنه لن يكون في غير مكانه في دوري الدرجة الثانية أو حتى في الدوري الإنجليزي الممتاز. لقد وصل إلى المرحلة التي عندما يسمح بتسجيل هدف عليه نتساءل لماذا لم يتصدى له».
بعد عام واحد، بعد إقالة سكوت من منصب المدير الفني لنادي برينتفورد، انتقد تشيزني النادي بشدة على موقع تويتر، وتمنى ألا يظل سكوت عاطلاً عن العمل لفترة طويلة.
في فبراير 2015، تم اختيار تشيزني ليحصل على لقب «حارس العقد لبرينتفورد» في استطلاع رأي للنادي.

#### موسم 2010–11
في 27 أكتوبر 2010، ظهر تشيزني للمرة الثانية برفقة نادي أرسنال في كأس الرابطة، وحافظ على شباكه نظيفة ضد نادي نيوكاسل يونايتد على ملعب سانت جيمس بارك. حيث أوقف العديد من المحاولات للتسجيل في مرماه من لاعبي نيوكاسل.
وقع تشيزني عقدًا جديدًا طويل الأمد مع النادي في 11 نوفمبر 2010، وشكر كل من والده ومدرب حراس المرمى للفريق جوش فيلان لمساعدته على التقدم بمستواه في موسمه الرائع.
لعب تشيزني لأول مرة في بطولة الدوري الإنجليزي الممتاز في مباراة إنتهت بالخسارة 1-0 أمام نادي مانشستر يونايتد على ملعب أولد ترافورد في 13 ديسمبر 2010، بدلًا من لوكاس فابيانسكي ومانويل ألمونيا، وكلاهما غاب عن المباراة بسبب الإصابة.
في 8 يناير 2011، بدأ تشيزني مباراة الدور الثالث من بطولة كأس الاتحاد الإنجليزي كلاعب أساسي ضد نادي ليدز يونايتد. في نهاية الأسبوع التالي، حافظ تشيزني على شباكه نظيفة في الدوري في فوز 3-0 على نادي وست هام يونايتد على ملعب بولين غراوند

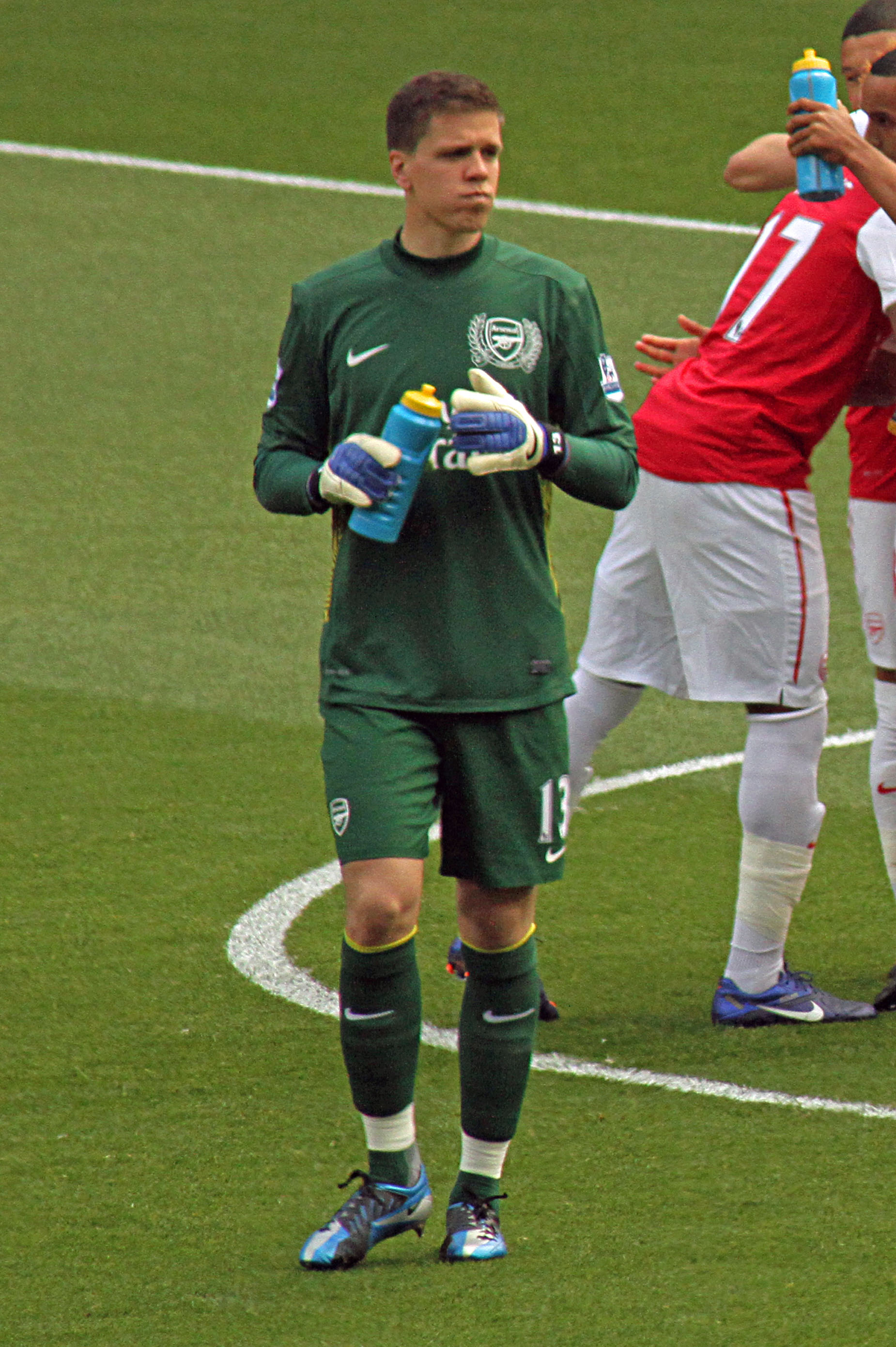
تشيزني قبل بداية مباراته ضد نادي تشيلسي عام 2012.

بعد أداء تشيزني الرائع في مباريات متتالية في الدوري الإنجليزي الممتاز، أكد أرسين فينغر أنه سيظل الحارس الأول لأرسنال، قائلاً: «لم يفعل شيئًا من أجلي لإخراجه».
في 16 فبراير، لعب تشيزني في بطولة دوري أبطال أوروبا لأول مرة ضد نادي برشلونة على ملعب الإمارات، حيث تمكن من التصدي للعديد من الفرص للاعبي برشلونة وإنتهت المباراة بالفوز 2-1.
في 27 فبراير، سمح تشيزني في الدقيقة الأخيرة بفوز نادي برمنغهام سيتي في نهائي كأس الرابطة؛ حيث تسببت رأسية من نيكولا زيغيتش في حدوث ارتباك بين تشيزني والمدافع لوران كوشيلني في الدقيقة الأخيرة مما تسبب في فقد الأول السيطرة على الكرة، والتي تدحرجت إلى مسار مهاجم برمنغهام أوبافيمي مارتينز، الذي سجل من مسافة قريبة.

#### موسم 2011–12
في يوليو 2011، كان تشيزني يرغب في الاستمرار كحارس مرمى الاختيار الأول لآرسنال لبقية مسيرته.
لعب نصفًا في كل من مباريات أرسنال التحضيرية للموسم الجديد في جولته في ماليزيا والصين.
تم منح تشيزني القميص رقم 13، الذي كان يرتديه سابقًا ألكسندر هليب وينس ليمان.
خلال موسم 2011-12، أصبح الحارس الأول لأرسنال، حيث لعب كل دقيقة من مباريات الفريق الدوري الإنجليزي. في 24 أغسطس، قام تشيزني بالتصدي لركلة جزاء مهمة في الدقيقة 59 من اللعب ضد أنتونيو دي ناتالي في مباراة الإياب من الجولة التأهيلية لمرحلة المجموعات لبطولة دوري أبطال أوروبا. تعادل آرسنال 1–1 (2–1 في مجموع المباراتين) ضد نادي أودينيزي وأثبت صد لركلة ااجزاء عن طريق تشيزني أهمية بالغة في تأمين مكان لأرسنال في دور المجموعات المربح للموسم الرابع عشر على التوالي. واصل آرسنال الفوز بالمباراة 2-1 (3-1 في مجموع المباراتين) بأهداف قادمة من روبن فان بيرسي وثيو والكوت. في 28 أغسطس، لعب في المباراة التي خسرها بنتيجة 8-2 أمام مانشستر يونايتد على ملعب أولد ترافورد، والتي تبين أنها كانت أكبر هزيمة لأرسنال في الدوري الإنجليزي الممتاز، والمرة الأولى التي تلقى فيها شباكه ثمانية أهداف منذ أكثر من 115 عامًا. في 26 فبراير 2012، أنهى تشيزني على الجانب الفائز في ديربي شمال لندن للمرة الأولى، حيث جاء أرسنال من 2-0 ليفوز 5-2 على أرضه أمام توتنهام هوتسبير.
في 3 مارس 2012، قام تشيزني بعدد من التصديات المهمة حيث تصدى ركلة جزاء مبكرة لمساعدة أرسنال على الفوز ضد نادي ليفربول على ملعب أنفيلد.

#### موسم 2012–13
بعد خروج مانويل ألمونيا، مُنح تشيزني القميص رقم 1 الذي أصبح شاغرًا.
بعد شهرين من الإصابة، عاد تشيزني للفريق في مباراة الفوز 5-2 على توتنهام.
في 13 مارس 2013، لم يكن تشيزني في قائمة الفريق التي ستلعب ضد نادي بايرن ميونيخ في بطولة دوري أبطال أوروبا.
في مباراة أرسنال التالية والتي كانت في بطولة الدوري الإنجليزي الممتاز، ضد سوانزي سيتي، عاد تشيزني إلى فريق أرسنال ولكن تم اختياره كبديل فقط، مع اختيار الحارس لوكاسز فابيانسكي للبدء في حراسة المرمى بتعليمات من المدرب أرسين فينغر.
في 20 أبريل 2013، عاد تشيزني إلى الفريق في مباراة بالدوري الممتاز على أرضه ضد نادي إيفرتون بسبب إصابة في الضلع تعرض لها فابيانسكي.
في أول مباراتين له في حراسة مرمى أرسنال، حافظ على نظافة شباكه ضد نادي إيفرتون ونادي فولهام.

#### موسم 2013–14

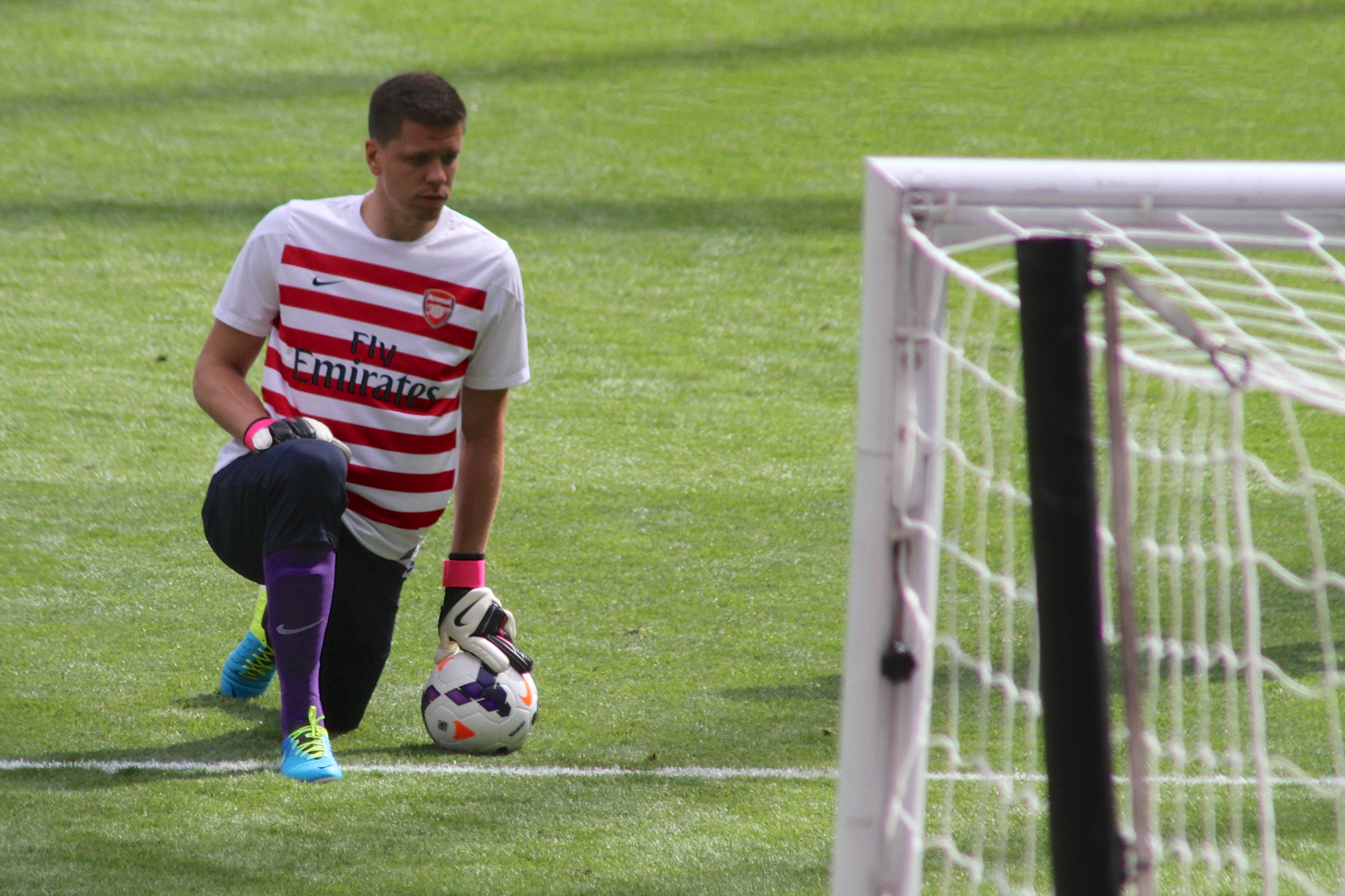
تشيزني يقوم بالإحماء برفقة نادي أرسنال في بطولة كأس الإمارات

كان لتشيزني وقت اختبار في المباراة الافتتاحية ل‍موسم 2013–14 ، حيث خسر آرسنال 3-1 أمام أستون فيلا. وأثناء المباراة تم إحتساب ركلة جزاء بعد تعثره غابرييل أغبونلاهور. على الرغم من خيبة الأمل، قام تشيزني بالرد عن طريق التألق بالحفاظ على نظافة شباكه ثلاث مباريات في مباريات أرسنال الأربع التالية. كما قام بتصديين حاسمتين للمساعدة في الحفاظ على تقدم أرسنال 1-0 خارج الأرض أمام نادي كريستال بالاس في أكتوبر، بالإضافة إلى الحفاظ على نظافة شباكه مرتين متتاليتين في انتصارات مهمة على نادي ليفربول وبوروسيا دورتموند في مباراة ببطولة دوري أبطال أوروبا.
في مباراة نوفمبر 2013 ضد مانشستر يونايتد، تلقى تشيزوسني علاجًا طويلاً بعد الإصابة بسبب مواجهة مع اللاعب فيل جونز، لكنه أنهى المباراة بعد أن سمح له مدرب أرسنال أرسين فينجر بالإستمرار. قال فينغر إنه كان سيقوم بحل بديل عن تشيزني إذا أمر طبيب الفريق، لكنه أضاف «لا، لم يخبرني أحد بأي شيء عنه»، عندما سئل عما إذا كان الطاقم الطبي قد سمح لحارس المرمى باللعب. وعلى الجانب الأخر في الإسبوع السابق تعرض مدرب توتنهام أندريه فيلاش-بواش لانتقادات شديدة لإبقائه في حارس المرمى هوغو لوريس وهو مصاب في مباراة ضد إيفرتون.
في 16 نوفمبر 2013، أعلن أرسنال أن تشيزني قد وقع عقدًا جديدًا طويل الأمد مع النادي.
استمر مستواه الممتاز طوال شهر نوفمبر، وهو الشهر الذي تلقى فيه هدف واحد فقط وحافظ على نظافة شباكه في خمس مباريات من ست مباريات.
كما سجلت شباكه النظيفة الخمسين مع أرسنال في 26 نوفمبر، في مباراة دوري أبطال أوروبا ضد نادي أولمبيك مرسيليا والتي فاز بها أرسنال 2-0.
تسبب تشيزني في ركلة جزاء على الفريق وتم طرده في مباراة دوري أبطال أوروبا ضد نادي بايرن ميونيخ في فبراير 2014 لارتكاب خطأ على آرين روبن. ديفيد ألابا أضاع ركلة الجزاء لكن خسر أرسنال المباراة 2-0.
في هذه العملية، أصبح تشيزني اللاعب رقم 100 الذي تم طرده خلال فترة تدريب أرسين فينغر لنادي أرسنال.
في نهاية الموسم، حصل تشيزني على جائزة القفاز الذهبي للدوري الإنجليزي جنبًا إلى جنب بيتر تشيك لاعب نادي تشيلسي، حيث قاما بالحفاظ على نظافة شباكهما 16 مرة.
كما أنهى الموسم بفوزه بأول لقب له مع آرسنال، كأس الاتحاد الإنجليزي لعام 2013–14، لكنه كان مجرد بديل في المباراة النهائية نفسها، مع احتفاظ لوكاس فابيانسكي بمكانه كحارس مرمى أول في منافسات الكأس المحلية.

#### موسم 2014–15
تسبب تشيزني في ركلة جزاء وتم طرده في مباراة 4-1 في بطولة دوري أبطال أوروبا على أرضه ضد نادي غلطة سراي في 1 أكتوبر 2014 بسبب تدخله على اللاعب براق يلماز.
في 1 يناير 2015، ارتكب تشيزني أخطاء أدت إلى تسجيل هدفين على نادي أرسنال في الهزيمة 2-0 من نادي ساوثهامبتون. تم تغريمه لاحقًا بعشرين ألف جنيه إسترليني من قبل النادي للتدخين في غرفة تغيير الملابس بعد المباراة.
تم وضعه على مقاعد البدلاء لبقية موسم الدوري الممتاز، مع استبداله باللاعب دافيد أوسبينا في حراسة المرمى.
تم اختيار Szczęsny للبدء في مباراة نهائي كأس الاتحاد الإنجليزي لعام 2015، وحافظ على شباكه نظيفة في الفوز 4-0 على أستون فيلا في ملعب ويمبلي.

#### روما (إعارة)

##### موسم 2015–16
في 29 يوليو 2015، مع قلة فرصه بشكل أكبر بتوقيع أرسنال مع الحارس بيتر تشيك في وقت سابق من ذلك الصيف، انضم تشيزني ل‍نادي روما على سبيل الإعارة لمدة موسم.
ظهر لأول مرة في بطولة الدوري الإيطالي في 22 أغسطس في التعادل 1-1 مع نادي هيلاس فيرونا.
كسر تشيزني إصبعًا خلال مباراة روما الافتتاحية في بطولة دوري أبطال أوروبا ضد نادي برشلونة بعد اشتباكه مع لويس سواريز، وهي إصابة أبقته خارج الملعب لمدة ستة أسابيع.
في ديسمبر، تم استبعاده من مباراة في الدوري ضد نادي أتالانتا وجعل اللاعب مورغان دي سانتيس يحل محله بعد أن تم ضبطه وهو يدخن مرة أخرى بعد الخسارة 6-1 أمام نادي برشلونة.
إجمالاً، شارك في 31 مباراة في الدوري طوال الموسم، حيث أنهى روما موسم 2015–16 بالمركز الثالث في الدوري، حسمًا آخر مكان متاح في التصفيات لدوري أبطال أوروبا. في مقابلة مع صحيفة "إل تيمبو"، صرح تشيزني أنه شعر أن موسمه مع روما كان إيجابيًا، وأثنى على خبرة في التدريب واللعب في إيطاليا تحت قيادة مدرب لوتشانو سباليتي ومدرب حارس المرمى ناني مفيد للغاية لتطويره.

##### موسم 2016–17
وافق آرسنال على إعارة روما لموسم ثانٍ قبل بداية موسم 2016–2017. خلال صيف عام 2016، وقع روما أيضًا مع حارس المرمى البرازيلي أليسون بيكر من نادي إنترناسيونال، مما يعني أن تشيزني سيواجه منافسة على المقعد الأساسي في الفريق.
في الموسم الثاني لتشيزني في العاصمة الإيطالية، حافظ تشيزني على شباكه النظيفة وكان هو الأكثر في دوري الدرجة الأولى (بمجموع 14 مباراة)، مما ساعد روما على تسجيل رقم قياسي موسمي للنادي بلغ 87 نقطة، وربح المركز الثاني في الدوري. في المجموع، قدم 72 مباراة في الدوري الإيطالي على مدار الموسمين الذي قضاهما مع روما.

### يوفنتوس

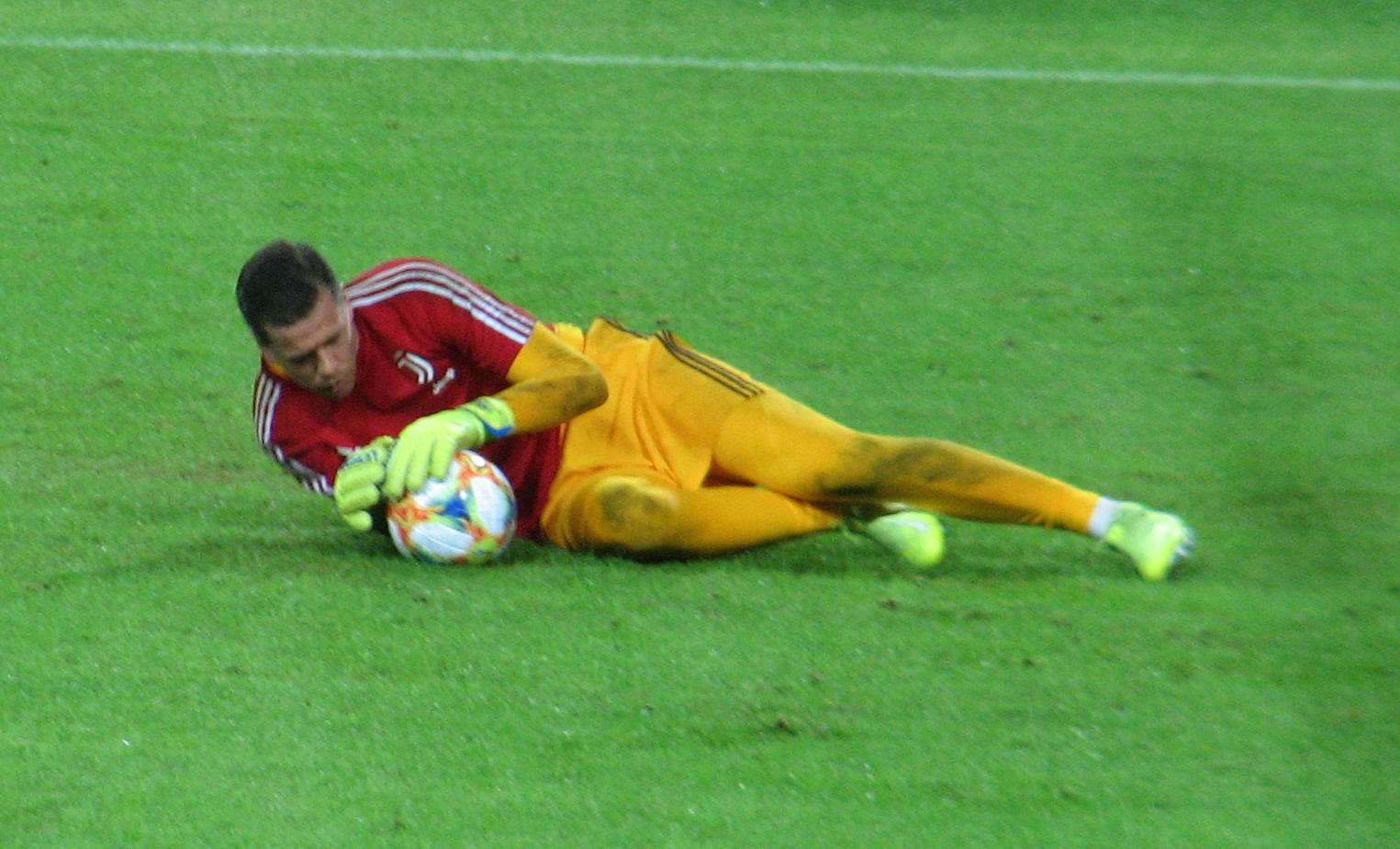
تشيزني يقوم بعملية الإحماء برفقة يوفنتوس

#### موسم 2017–18
في 19 يوليو 2017، وقع تشيزني مع نادي يوفنتوس على عقد مدته أربع سنوات بقيمة 12.2 مليون يورو (بالإضافة إلى 3.1 مليون يورو إضافية كمكافأة).
على الرغم من أنه تم الإبلاغ عن أن تشيزني سيكون حارس بديل للاعب جانلويجي بوفون تحت قيادة المدير ماسيميليانو أليغري، فكانت نية بوفون للاعتزال في نهاية موسم 2017–18 شهدت تصنيف تشيزني على أنه بديل محتمل طويل الأمد لبوفون في وسائل الإعلام.
في 9 سبتمبر 2017، ظهر تشيزني لأول مرة مع نادي يوفنتوس، وحافظ على شباكه نظيفة عندما بدأ في مباراته الثالثة هذا الموسم، بفوزه 3-0 على ملعبه ضد نادي كييفو فيرونا في دوري الدرجة الأولى الإيطالي.
بعد فوز يوفنتوس 1-0 خارج ملعبه على نادي نابولي المتنافسين معه على اللقب في 1 ديسمبر، تم استبعاد الحارس الأول للنادي بوفون من مباراة يوفنتوس الأخيرة في مرحلة المجموعات من بطولة دوري أبطال أوروبا ضد نادي أولمبياكوس بعد أربعة أيام، من تعرضه لإصابة في ربلة الساق في المباراة السابقة، وهي الإصابة التي أبقته على الهامش لبقية الشهر؛ حل تشيزني محل بوفون في حراسة المرمى خلال الفوز 2-0 خارج الأرض، والذي جعله يظهر لأول مرة مع النادي في بطولة دوري أبطال أوروبا، والنتيجة ضمنت ليوفنتوس المركز الثاني في مجموعته خلف برشلونة وتأهلت إلى الدور ال32 من المسابقة.
شهد تألقه طوال فترة غياب بوفون اختياره كأفضل لاعب في النادي لشهر ديسمبر 2017.
في 9 مايو، فاز تشيزني بأول لقب له مع يوفنتوس في الفوز 4-0 على نادي إيه سي ميلان في نهائي كأس إيطاليا 2018 ؛ ولكنه كان على مقاعد البدلاء.
بعد أربعة أيام، في 13 مايو، فاز تشيزني ببطولة الدوري الإيطالي، بعد الحفاظ على شباكه نظيفة في تعادل 0-0 مع فريقه السابق نادي روما، في مباراة يوفنتوس قبل الأخيرة من الموسم.

#### موسم 2018–19
بعد رحيل بوفون من النادي بعد نهاية موسم في صيف 2018 لنادي باريس سان جيرمان، تم منح تشيزني القميص رقم 1 والمكان الأساسي لحراسة المرمى لنادي يوفنتوس، على الرغم من منافسة لتشيزني من الوافد الجديد ماتيا بيرين.
في يناير 2019، حافظ على شباكه نظيفة حيث هزم يوفنتوس ميلان 1-0 في بطولة كأس السوبر الإيطالي.
في 20 أبريل، كان تشيزني أساسي في فوز يوفنتوس 2-1 ضد نادي فيورنتينا على ملعب يوفنتوس، الذي شهد فوز فريقه بلقب الدوري الإيطالي.
أكسبته تألقه طوال الموسم ترشيحًا لكأس ياشين في عام 2019.

#### موسم 2019–20

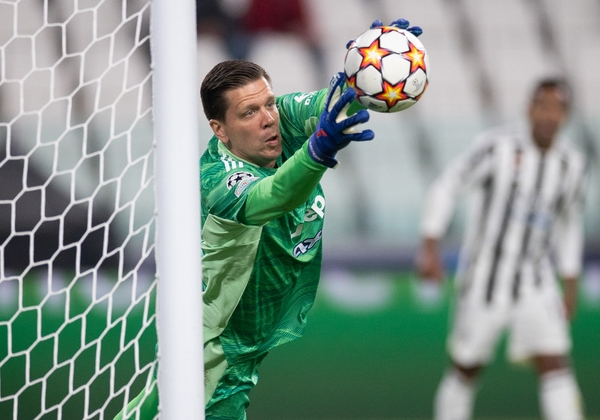
تشيزني يتصدى للكرة برفقة يوفنتوس

عند عودة بوفون إلى يوفنتوس في صيف 2019، عرض عليه تشيزني القميص رقم 1، لكن بوفون رفضه قائلاً «لم أعود لأخذ شيئًا من أحد أو استعادته، أريد فقط أن أبذل قصارى جهدي من أجل الفريق. من الصواب أن يكون الحارس الأساسي، تشيزني، لديه القميص رقم 1». بدلاً من ذلك، اختار بوفون أن يرتدي الرقم 77، وهو نفس الرقم الذي كان يرتديه خلال موسمه الأخير برفقة نادي بارما قبل أن ينضم إلى يوفنتوس في البداية في عام 2001.
في 26 يوليو 2020، حافظ على نظافة شباكه في فوزه 2-0 على أرضه ضد نادي سامبدوريا، والتي سمحت ليوفنتوس بالفوز بلقب الدوري الإيطالي.
لأدائه الرائع وتألقه، حصل على جائزة أفضل حارس مرمى في الموسم من قبل الدوري الإيطالي.

#### موسم 2020–21
في 20 سبتمبر، إحتفل تشيزني بالظهور في 100 في جميع المسابقات لنادي يوفنتوس في المباراة الافتتاحية للنادي هذا الموسم، وفاز 3-0 على أرضه على نادي سامبدوريا في بطولة الدوري الإيطالي.

## الإنجازات
أرسنال
- كأس الاتحاد الإنجليزي (2): 2013–14، 2014–15
- درع المجتمع الإنجليزي (1): 2014–15

يوفنتوس
- الدوري الإيطالي (3): 2017—18، 2018—19، 2019—20
- كأس إيطاليا (3): 2017–18، 2020—21، 2023—24
- كأس السوبر الإيطالي (2): 2017–18، 2020–21

برشلونة
- الدوري الإسباني (1): 2024—25
- كأس ملك إسبانيا (1): 2024–25
- كأس السوبر الإسباني (1): 2024–25

## روابط خارجية
- فويتشيك شتشيسني على موقع الاتحاد الدولي (مؤرشف)  (الإنجليزية)
- فويتشيك شتشيسني على موقع الاتحاد الأوربي (الإنجليزية)
- فويتشيك شتشيسني على موقع إي إس بي إن إف سي (الإنجليزية)
- فويتشيك شتشيسني على موقع قاعدة بيانات كرة القدم.إي يو (الإنجليزية)
- فويتشيك شتشيسني على موقع ليكيب (الفرنسية)
- فويتشيك شتشيسني على موقع ناشيونال فوتبول تيمز (الإنجليزية)
- فويتشيك شتشيسني على موقع Soccerbase.com (لاعب) (الإنجليزية)
- فويتشيك شتشيسني على موقع Soccerway.com (الإنجليزية)
- فويتشيك شتشيسني على موقع عالم كرة القدم.نت (الإنجليزية)
- فويتشيك شتشيسني على موقع AS.com (الإسبانية)